# Бутара, Михаэль
Михаэль «Алекс» Бутара (словен. Mihael "Aleks" Butara, 6 июня 1922, Церкле-об-Крки — 28 марта 2016) — словенский военачальник, генерал-майор Югославской народной армии, в годы Народно-освободительной войны Югославии член командования 2-й словенской ударной бригады.

## Биография
Родился 6 июня 1922 года в местечке Церкле-об-Крки (ныне Словения). Словенец по национальности. С детства симпатизировал словенским и хорватским коммунистам, а также испытывал ненависть к итальянским фашистам, поскольку его соотечественники подвергались издевательствам в Италии. Состоял в революционной организации TIGR, работал служащим. Отправился добровольцем на фронт во время Апрельской войны, после капитуляции ушёл в вооружённое сопротивление.
Член Коммунистической партии Словении с 1942 года. В партизанских рядах служил во 2-й словенской бригаде имени Любо Шерцера политруком сначала роты, потом батальона и всей бригады. Участвовал в походе 14-й словенской дивизии в Штирию.
После войны Бутара нёс службу в вооружённых силах Югославии и дальше, дослужившись до звания генерал-майора. Руководил Люблянским военным округом, был секретарём Совета национальной обороны Словенской Социалистической Республики (с 1978 года). Окончил Высшую военную академию в Белграде в 1964 года. Руководитель объединения словенских ветеранов Народно-освободительной войны Югославии. Автор ряда статей и эссе на тему Народно-освободительной войны Югославии.
Бутара критиковал западных союзников, обвиняя их в послевоенном геноциде гражданского населения Германии, и осуждал реабилитацию словенских коллаборационистов. По его словам, Словения следовала дурному примеру Франции, помиловавшей даже Анри Петена.
Скончался 28 марта 2016 года.